# Lista de episódios de Pokémon: Black & White: Adventures in Unova and Beyond
Esta é a lista de episódios de Pokémon: Black & White: Adventures in Unova and Beyond (Brasil: Pokémon: Preto e Branco: Aventuras em Unova e Mais Além / Portugal: Pokémon: Preto e Branco: Aventuras em Unova e Mais Além), a continuação da décima sexta temporada do anime Pokémon (ポケットモンスター, Poketto Monsutā; Pocket Monsters). Conhecido no Japão como Pocket Monsters: Best Wishes! Season 2: Decolora Adventure (ポケットモンスター ベストウイッシュ シーズン2 デコロラアドベンチャー, Poketto Monsutā Besuto Uisshu Shīzun Tsū Dekorora Adobenchā), caracterizando protagonista Ash Ketchum e seu companheiro Pikachu - ao lado de seus amigos Cilan e Iris - como eles atravessam as Ilhas Decolore (デコロラ諸島, Dekorora Shotō) com ele faz o seu caminho de volta para região de Kanto, com Iris juntar para que ela possa se tornar a melhor Mestre do Dragão, e desejo de Cilan em melhorar suas habilidades como Especialista em Kanto.

## Visão geral
A divisão entre as temporadas de Pokémon é baseado nas aberturas versão em inglês de cada episódio, e podem não refletir a temporada de produção real. Os números episódio em inglês são baseadas em sua primeira exibição nos Estados Unidos, quer foi exibido no Cartoon Network, ou no canal YTV no Canadá. Outros países anglófonos seguem em grande medida, em ordem ou a ordem japonês. No Brasil foi exibido pelo canal Cartoon Network. Em Portugal foi exibido pelo canal Biggs.
O primeiro episódio desta temporada foi exibido em 25 de abril de 2013 no Japão. A temporada estreou nos Estados Unidos em 27 de julho de 2013. No Brasil foi exibido em 10 de março de 2014. Em Portugal foi exibido em 3 de junho de 2014. As emissoras internacionais consideram que este é uma parte da temporada anterior de Preto e Branco: Aventuras em Unova, mas é separado aqui no ocidente devido à mesma mudança dos títulos como nas transmissões japonesas.

## Episódios
| # | #     | Título | Estreia    | Estreia    |
| --- | ----- | --- | ---------- | ---------- |
| 761 | BW99  | "Batalhando por Orgulho e Prestígio Os Pokemon mais magníficos do mundo!? Chillaccino vs Tsutarja!" ""Sekaiichi Karei na Pokemon!? Chirachīno tai Tsutāja!" (世界一華麗なポケモン!?チラチーノVSツタージャ！)" | 11/10/2012 | 3/02/2014  |
| Em seu caminho para a Vila dos Dragões, Íris arrasta os meninos e seus Pokémon em uma batalha contra um grupo de mulheres que acreditam que seus Pokémon não são apenas poderosos, mas mais bonita do que qualquer outra pessoa. |       | |            |            |
| 762 | BW100 | "Batalhas de Duplas entre o Céu e na Terra! A Batalha no Céu e na Terra!" ""Ōzora to Daichi no Taggu Batoru!" (大空と大地のタッグバトル！)"                                                                   | 18/10/2012 | 4/02/2014  |
| No caminho para a Liga Unova, Ash e Cilan são desafiados para uma batalha contra a dupla os irmãos Soren e Rocko que treinaram seu Braviary (Soldado dos céus) e Drilbur (Guardião da terra) para executar ataques de combinação surpreendentes. |       | |            |            |
| 763 | BW101 | "Regressando Para a Vila dos Dragões! Iris Volta para a Vila dos Dragões!" ""Airisu, Ryū no Sato e Kaeru!" (アイリス、竜の里へ帰る！)"                                                                        | 25/10/2012 | 5/02/2014  |
| No caminho para para cidade Vetress, Ash, Cilan e Íris encontram o seu caminho para a cidade natal de Íris: a Vila dos Dragões. Enquanto estava lá, Íris mostra Axew à idosa da vila e ajuda a sua amiga de infância Shannon, quando seu Zweilous evolui para Hydreigon. |       | |            |            |
| 764 | BW102 | "Drayden Contra Íris: Passado, Presente e Futuro! Ginásio Soryu! Iris vs Shaga!" ""Soryu Jimu! Airisu tai Shaga!" (ソウリュウジム!アイリスVSシャガ!)"                                                         | 8/11/2012  | 6/02/2014  |
| O grupo chega na cidade Operlucid, onde Íris foi à escola e onde ela teve sua primeira batalha contra o Mestre de Dragão e anos antes líder de ginásio Drayden. Ela e os outros viajam para o Ginásio Operlucid para sua revanche com Drayden, colocando seu Excadrill e Dragonite contra Haxorus e Druddigon de Drayden. |       | |            |            |
| 765 | BW103 | "Equipe Eevee e o Esquadrão de Resgate Pokémon! Despacho da equipe Eevee! Pokémon Rescue Squad!" ""Chimu Ībui Shutsudō seyo! Pokemon Resukyū Tai!" (チーム·イーブイ出動せよ!ポケモンレスキュー隊!)"           | 15/11/2012 | 7/02/2014  |
| Perto da cidade Vetress, o grupo ajuda Virgil e a equipe de resgate Pokemon Eevee e seu irmão Davey salve um grupo de um Cryogonal. |       | |            |            |
| 766 | BW104 | "Abram as Cortinas, Liga Unova A Liga Isshu do torneio Higaki começa! Satoshi vs Shooty!" ""Kaimaku:! Isshu Rīgu Higaki Taikai Satoshi tai Shūtī" (開幕イッシュリーグ·ヒガキ大会サトシ対シューティー!)"       | 22/11/2012 | 10/02/2014 |
| O Torneio de Vetress começa e Ash batalha primeiro contra Trip. |       | |            |            |
| 767 | BW105 | "Missão: Derrote seu rival! Face da luta! A Batalha de Rivalidade conduz à vitória!" ""Netto! Raibaru Batoru o Kachinuke!" (热闘!ライバルバトルを勝ちぬけ!)"                                                  | 22/11/2012 | 11/02/2014 |
| A batalha de Ash contra Trip continua, com Pikachu enfrentando Serperior. Enquanto isso, Bianca coloca seu Escavalier e Emboar contra Samurott e Riolu de Cameron. |       | |            |            |
| 768 | BW106 | "Perdidos na Liga! Kibago se perde!" ""Kibago Maigo ni Naru!" (キバゴ迷子になる!)" | 6/12/2012  | 12/02/2014 |
| Durante uma pausa na competição, Axew de Íris segue um balão e se perde na cidade Vetress. Pikachu consegue localizá-lo, mas estão encurralados por um grupo de Trubbish e seu líder é um Garbodor. |       | |            |            |
| 769 | BW107 | "Uma poderosa estratégia para roubar a cena! Dageki Aparece! Satoshi vs Kenyan!" ""Dageki Tōjō! Satoshi tai Keniyan!" (ダゲキ登場!サトシ対ケニヤン!)"                                                         | 13/12/2012 | 13/02/2014 |
| A próxima rodada de batalhas no Torneio Vetress começa e Ash confronta Stephan, colocando Leavanny, Palpitoad e até Krookodile contra Liepard, Zebstrika e Sawk de Stephan. |       | |            |            |
| 770 | BW108 | "A Arma Secreta de Cameron! Satoshi vs Kotetsu! A arma secreta Sazandora!" ""Satoshi tai Kotetsu! Himitsu Heiki Sazandora!" (サトシ対コテツ!秘密兵器サザンドラ!)"                                             | 20/12/2012 | 14/02/2014 |
| Uma Quarta rodada da partida começa e Ash batalha contra Cameron que revela seu Hydreigon. |       | |            |            |
| 771 | BW109 | "Uma Evolução na Liga Unova! O fim da Liga Isshu! Pikachu vs Lucario!" ""Isshu Ketchaku Rīgu! Pikachu tai Rukario!" (決着イッシュリーグ!ピカチュウ対ルカリオ!)"                                               | 10/1/2013  | 17/02/2014 |
| Ash e Pikachu enfrentam Cameron e seu Lucario recém evoluído, porém é Ash que é derrotado. Durante a liga Unova, é Virgil que se torna campeão da liga Unova com seu time de Eevees. |       | |            |            |
| 772 | BW110 | "Novos Lugares... Rostos Familiares! O Laboratório da Pra. Araragi! Uma nova jornada!!" ""Araragi Kenkyujo! Aratanaru Tabidachi!" (アララギ研究所!新たなる旅立ち!)"                                           | 17/1/2013  | 18/02/2014 |
| Com fim da liga de Unova, Ash retorna a para cidade de Nuvema para se encontrar com a Professora Juniper e contar ao Professor Carvalho sobre seus resultados. Ao longo do caminho, eles encontram Nanette que vai ver a Professora Juniper que vai escolher seu primeiro Pokémon e, eventualmente escolhe Tepig e pede para ter sua primeira batalha com Ash. No entanto, durante a batalha treino, um robô aparece e é pilotado pela Equipe Rocket. Mesmo tendo derrotado a Equipe Rocket, eles definitivamente decolam, mas sem seus Jet-Packs. |       | |            |            |
| 773 | BW111 | "O Nome é N! um amigo... Seu nome, N." "" ... Sono Na wa Enu!" (...トモダチその名はN!)" | 24/1/2013  | 19/02/2014 |
| Em um barco indo para ver as ruínas do Reshiram, Ash, Íris e Cilan atendem o rapaz misterioso que se chama N, que rapidamente faz amizade com seus Pokémons. No entanto, quando a Equipe Rocket ataca o grupo mais uma vez, Amoonguss de James usa Esporos Paralisantes que paralisa Pikachu. Com a intervenção de N, ele ajuda Pikachu com um bando de Alomomolas e derrota a Equipe Rocket. |       | |            |            |
| 774 | BW112 | "Um Novo Líder de Ginásio na Cidade! O novo líder de ginásio Cheren!" ""Shin Jimu Rida Cheren!" (新ジムリーダー・チェレン！)"                                                                                 | 31/1/2013  | 20/02/2014 |
| O grupo segue para Cidade de Aspertia, onde eles aprendem que Cheren não só abriu uma Escola Pokémon, mas ele tornou-se o líder de Ginásio. Após desventuras na Câmara Pokémon no recinto da escola, incluindo uma série de contratempos entre Cilan, Pansage, e um bando de Ducklett, Ash tem um duelo não oficial de Ginásio contra Cheren, Oshawott enfrentando Herdier. |       | |            |            |
| 775 | BW113 | "O Grande Plano Pokémon da Equipe Plasma! Achroma vs. Handsome! A Conspiração da Equipe Plasma!" ""Akuroma tai Hansamu! Purasuma-dan no Inbō!!" (アクロマVSハンサム！プラズマ団の陰謀!!)"                     | 7/2/2013   | 21/02/2014 |
| Quando a Equipe Plasma e o cientista Colress usa sua máquina para tirar força pokemon, os pokémons selvagens controlados ataca os moradores da cidade Floccesy. Ash, Íris e Cilan são pego no meio do caos, quando Pikachu e Axew também caem sob seu controle, mas quando eles são salvos por Looker, eles concordam em ajudá-lo em sua investigação da Equipe Plasma e no esquema de Colress. |       | |            |            |
| 776 | BW114 | "A Luz no Rancho Floccesy! O Nevoeiro do Rancho Sangi! A Luz de Denryu!!" ""Kiri no Sangi Bokujō! Denryū no Akari!!" (霧のサンギ牧場！デンリュウのあかり!!)"                                                  | 14/2/2013  | 24/02/2014 |
| Enquanto param no rancho Floccesy, o Dragonite de Íris ajuda Ampharos de Elly entrar no seu espírito de luta. |       | |            |            |
| 777 | BW115 | "Salvando Braviary! O retorno de N! A missão de resgate Warrgle!" ""Enu Futatabi! Wōguru Kyūshutsu Sakusen!!" (N再び！ウォーグル救出作戦!!)"                                                                  | 21/2/2013  | 25/02/2014 |
| A turma se depara com N novamente que está trabalhando para libertar um Braviary capturado pela Equipe Plasma. Ao longo do caminho, Ash e N são atacados pelos capangas da Equipe Plasma que usam um Zangoose e Seviper na batalha. Ainda nessa jornada, N decide viajar com Ash e cia. |       | |            |            |
| 778 | BW116 | "A Patrulha Portuária de Pokémon! Apresse-se! A Equipe Costeira de Resgate Pokemon!" ""Isoge! Pokemon Wangan Kyūjotai!!" (急げ！ポケモン湾岸救助隊!!)"                                                        | 28/2/2013  | 26/02/2014 |
| Ao voltar para Cidade Virbank, Ash e cia se encontram com Halsey que dirige uma equipe de resgate composta por dois Frillish, seu Dewott e um Watchog. No entanto, N encontra-se com Watchog de Halsey e diz que ele não deve ser usado como uma ferramenta, fazendo com que os Pokémons passem a desconfiar de seu treinador e capitão da equipe. |       | |            |            |
| 779 | BW117 | "Uma Reunião Acalorada! Queime, Lizardon! VS Kairyu!" ""Moe yo Rizādon! Bui Esu Kairyu!" (燃えよリザードン！VSカイリュー！)"                                                                                  | 7/3/2013   | 27/02/2014 |
| Ash e cia, juntamente com N, se deparam com a Feira de Kanto, e depois de ver um Charmander atuar no palco, ele lembra de seu Charizard. Professor Carvalho apresenta seu Charizard, mais, depois que conhece o Dragonite de Íris, os dois treinadores concordam em ter um duelo amigável. |       | |            |            |
| 780 | BW118 | "Manipulação Pokémon da Equipe Plasma. A ambições Equipe Plasma! Manipulado Pokémons!" ""Purazuma-dan no Yabō! Ayatsurareta Pokemon-tachi!!" (プラズマ団の野望！操られたポケモンたち!!)"                      | 14/3/2013  | 28/03/2014 |
| Colress aparece e usa sua máquina para controlar os Pokémons tipo dragão como Haxorus e Dragonite de Íris. Como Ash e Charizard tentam detê-los, N coloca-se na linha de fogo, sabendo que os Pokémons devem ser amigos e não lutar. |       | |            |            |
| 781 | BW119 | "Segredos Além da Neblina! O Segredo de N ... Além da Névoa!" ""Enu no Himitsu... Kiri no Kanata ni!" (Nの秘密…霧の彼方に！)"                                                                                 | 21/3/2013  | 3/03/2014  |
| Depois de N ser ferido pela máquina de Colress, duas mulheres jovens, Paz e Amor, tentam salvá-lo. É a partir dessas duas meninas que Ash e os outros aprendem a verdade sobre a vida de N, incluindo de sua relação com Ghetsis que age pelo mal. |       | |            |            |
| 782 | BW120 | "Meowth, Colress e a Equipe Rivalidade! Equipe Rocket VS Equipe Plasma! Nyarth e Achroma!" ""Roketto-dan tai Purazuma-dan! Nyāsu to Akuroma!!" (ロケット団VSプラズマ団！ニャースとアクロマ!!)"                | 28/3/2013  | 4/03/2014  |
| Colress da equipe Plasma convence Jessie e James a usar sua tecnologia no Meowth para fazê-lo mais forte, mas é toda parte de planos de Colress para testar o seu dispositivo de Pokémon tentando controla-lo. |       | |            |            |
| 783 | BW121 | "Ash e N: Um Choque de Ideais! As Ruínas brancas! Satoshi vs N!" ""Shiro no Iseki! Satoshi tai Enu!!" (白の遺跡！サトシ対N!!)"                                                                                | 4/4/2013   | 5/03/2014  |
| Nas ruínas dedicados ao Pokémon Reshiram, N rouba a Pedra de Luz do pai da Pra. Juniper, assim como a Equipe Rocket e Equipe Plasma começa a fazer seu movimento. |       | |            |            |
| 784 | BW122 | "Equipe Plasma e a Cerimônia do Despertar! O Ataque da Equipe Plasma! A Cerimônia de Ressurreição!" ""Purazuma-dan Shūgeki! Fukkatsu no Gishiki!" (プラズマ団襲撃!復活の儀式!)"                               | 11/4/2013  | 6/03/2014  |
| Ash se prepara para salvar Íris, Cilan e o pai da Pra. Juniper das garras da Equipe Plasma antes de Ghetsis poder reviver Reshiram, mas Pikachu é atingido pelo feixe da máquina de controlar Pokémon da Colress. |       | |            |            |
| 785 | BW123 | "O Que Existe Além da Verdade e dos Ideais?! Reshiram vs N! Além dos ideais e da verdade!" ""Reshiramu tai Enu! Risō to Shinjitsu no Kanata e!!" (レシラム対Ｎ！理想と真実の彼方へ!!)"                        | 18/4/2013  | 7/03/2014  |
| Com os Pokémons do grupo ainda sob o controle de Colress, N é o único que pode, eventualmente, pacificar o Reshiram revivido. |       | |            |            |

| 786 | BW124          | "Adeus, Unova! Içar Velas para Novas Aventuras! Adeus Isshu! Uma nova jornada!" ""Saraba Isshu! Aratanaru Funade!" (さらばイッシュ!新たなる船出!)"                                                         | 25/04/2013 | 10/03/2014      |
| Com o fim da Equipe Plasma, Ash decide que é hora de voltar a Kanto. Íris e Cilan decidem ir com ele para promover suas habilidades e Pra. Juniper fala que eles terão um cruzeiro pelas Ilhas Decolore. No entanto, uma vez que Ash vai para sua cabine, ele é surpreendido e ele não pode abrir a porta. |                | |            |                 |
| 787 | BW125          | "Perigo, Doce Como o Mel! Mitsuhoney perigosamente doce!" ""Amai Hanīmitsu ni wa Kiken ga Ippai!" (甘いハニーミツには危険がいっぱい!)"                                                                     | 02/05/2013 | 11/03/2014      |
| O cruzeiro faz uma parada na Ilha do Mel, conhecida por suas colônias de mel. |                | |            |                 |
| 788 | BW126          | "Cilan e o Caso do Purrloin Testemunha! Sommelier Detetive Dento! Da sala secreta e na abertura dos oceanos!" ""Somurie Tantei Dento! Daikaigen no Misshitsu!" (ソムリエ探偵デント!大海原の密室!)"         | 09/05/2013 | 12/03/2014      |
| Como Ash e seus amigos se preparam para o próximo Torneio Copa Marinha a bordo do navio de cruzeiro novo, o grupo descobre que Olga, uma cobradora de jóias, vai exibir sua coleção após o torneio, mas após a conclusão do torneio, ela descobre que seu raro Olho de Liepard foi roubado. Olga suspeita, de um homem misterioso que tem vindo a pedir para comprar o Olho de Liepard dela, apesar de ter sido vigiado por seu Watchog a noite toda. Cilan assume seu papel de detective mais uma vez para descobrir o ladrão do Olho de Liepard.                                       |                | |            |                 |
| 789 | BW127          | "Coroando o Rei Quera-Concha! Adeus Mijumaru? O caminho da Concha do Rei!" ""Saraba Mijumaru!? Hotachi Kingu e no Michi!" (さらばミジュマル?ホタチキングへの道!)"                                          | 16/05/2013 | 13/03/2014      |
| Na Ilha Quera-Concha, Oshawott de Ash confronta o Dewott chamado Cesar para ver quem vai ganhar a batalha do festival Rei Quera-Concha. |                | |            |                 |
| 790 | BW128          | "A Ilha das Ilusões! Ilha da ilusão! O Zoroark na névoa!" ""Gen'ei no Shima! Kiri no Naka no Zoroāku!!" (幻影の島！霧の中のゾロアーク!!)"                                                                  | 23/05/2013 | 14/03/2014      |
| No caminho para Ilha Fantasmal, o barco do grupo passa por um nevoeiro e eles acreditam que ver uma forma familiar nele. Depois de evitar um Heatmor gigante, quando os ataques de Pikachu não funcionam, Axew é envenenado por um ataque Esporos Paralisantes de um Foongus, forçando o grupo para levá-lo a um Centro Pokémon antigo, que eles logo descobrem está operando ilegalmente. |                | |            |                 |
| 791 | BW129          | "Pegar um Rotom! Rotom vs Professor Okido!" ""Rotomu Bui Esu Ōkido-hakase!" (ロトムVSオーキド博士！)" | 30/05/2013 | 17/03/2014      |
| Ash, Íris e Cilan acompanham o Professor Carvalho que veio para a ilha Decolore para investigar o Pokémon Plasma Rotom e sua mudança de capacidades Forme. No entanto, o Rotom nativo da ilha está mais interessado no Pikachu de Ash, Emolga de Íris e Stunfisk de Cilan. |                | |            |                 |
| 792 | BW130          | "Os Piratas de Decolore! Rei dos Piratas das Ilhas Decorora!" ""Dekorora Shotō no Kaizoku Ō!" (デコロラ諸島の海賊王！)"                                                                                    | 6/06/2013  | 18/03/2014      |
| Quando a Equipe Rocket tenta saquear a loja de comida do cruzeiro do navio, eles são frustrados por um grupo de auto-intitulado grupo pirata Pokémon composta por um Croconaw, Octillery, Azumarill e um Ducklett, deixando Ash para tentar obter a comida de volta. Logo descobrem que eles foram abandonados por seus treinadores. |                | |            |                 |
| 793 | BW131          | "Butterfree e Eu! Satoshi e Butterfree! Até o dia de nosso reencontro!" ""Satoshi to Batafurī! Mata Au Hi made!!" (サトシとバタフリー！また会う日まで!!)"                                                  | 13/06/2013 | 19/03/2014      |
| Na Ilha Wayfarer, Ash e seus amigos vêem um bando de Metapods e evolui para Butterfree e quando eles encontram um Caterpie que ainda não evoluiu, Ash toma para si para ajudar o Pokémon muito preguiçoso a se juntar ao resto de seus amigos, lembrando as vezes que ele tinha ajudado seu próprio Butterfree anos atrás. |                | |            |                 |
| 794 | BW132          | "O Caminho que Leva ao Adeus! Satoshi e Iris não são mais amigos? O único caminho para a Separação!" ""Satoshi to Airisu ga Zekkō!? Wakare no Ippondō!!" (サトシとアイリスが絶交!?別れの1本道!!)"          | 20/06/2013 | 20/03/2014      |
| Na Ilha Extensia, depois de Ash não conseguir capturar Dunsparce, Ash põe a culpa no Axew e Íris fica tão brava com ele que ela diz que não vai mais ser amiga de Ash. |                | |            |                 |
| 795 | BW133          | "Em Busca de um Desejo! Faça um desejo ao Jirachi! O Milagre de Sete Dias!" ""Jirāchi ni Negai o! Nanokakan no Kiseki!!" (ジラーチに願いを！七日間の奇跡!!)"                                               | 27/06/2013 | 21/03/2014      |
| Ash, Íris e Cilan fazem uma pausa na Ilha Extensia apenas para descobrir que eles chegaram a uma semana, uma vez a cada mil anos, quando Jirachi desperta e concede um desejo. Gemma, uma jovem que vive na ilha, quer pedir a Jirachi para trazer a prosperidade de volta para a ilha, mas a Equipe Rocket parece ter outros planos. |                | |            |                 |
| 796 | BW134          | "OVNI na Ilha Extensia! O Disco Voador Brilhante! A cidade dos Oobemus!" ""Hikaru Enban! Ōbemu-tachi no Machi!" (光る円盤!オーベムたちの街!)"                                                              | 4/07/2013  | 24/03/2014      |
| Ash deve encontrar uma maneira de parar um Beheeyem de assumir uma cidade da Ilha Extensia após os habitantes da cidade. Íris, Cilan e até mesmo Pikachu são colocados sob o controle do estranho Pokémon. |                | |            |                 |
| 797 | Mewtwo–Special | "Mewtwo: O Prólogo para o Despertar" ""Myūtsū ~Kakusei e no Purorōgu~" (ミュウツー ～覚醒への序章（プロローグ）～)"                                                                                        | 11/07/2013 | Não foi exibido |
| Depois de uma missão, Virgil vai nas montanhas para encontrar um grupo de pessoas que afirmam terem sido salvos do perigo por um misterioso Pokémon: Mewtwo. No entanto, um membro do grupo parece ter a sua intenção de capturar o Pokémon raro. Assim como Meloetta, Mewtwo também possui a capacidade de mudar de forma. |                | |            |                 |
| 798 | BW135          | "A Jornalista de Outra Região! Pansy Aparece! Erikiteru e Gogoat!!" ""Panjī Tōjō! Erikiteru to Gōgōto!!" (パンジー登場！エリキテルとゴーゴート!!)"                                                         | 18/07/2013 | 25/03/2014      |
| Enquanto na Ilha da Colheita, Ash e seus amigos encontram a Repórter Pokémon Alexa, que veio da Região Kalos e com ela um Gogoat e Helioptile. Ela veio para investigar o festival de colheita do fruto da Ilha Harvest, que os outros percebem que o concurso de Pokémon Sumô que entram Pigmite, Pansage e Dragonite para ganhar um grande prêmio. |                | |            |                 |
| 799 | BW136          | "Mistério na Ilha Deserta! O Mistério do Tesouro! Aventura na Ilha Deserta!!" ""Otakara no Nazo! Mujintō Adobenchā!!" (お宝の謎！無人島アドベンチャー!!)"                                                  | 25/07/2013 | 26/03/2014      |
| Alexa diz a Ash, Íris e Cilan sobre a Ilha Frond, uma ilha deserta onde um navio pirata caiu anos atrás, e do tesouro do navio nunca foi encontrado. O grupo decide investigar e a Equipe Rocket segue para obter o tesouro para si próprios. |                | |            |                 |
| 800 | BW137          | "Um Pokémon de Uma Cor Diferente! Ibuki e Iris! O Crimgan de Coloração Diferente!!" ""Ibuki to Airisu! Irochigai Kurimugan!!" (イブキとアイリス！色ちがいクリムガン!!)"                                    | 1/08/2013  | 27/03/2014      |
| Na Ilha da Caverna, Ash e seus amigos se encontram com Clair, Líder do Ginásio de Johto da cidade de Blackthorn que chegou à ilha para capturar um Druddigon de cor diferente, mas Dragonite saiu sem o consetimento de Íris. Quando o Dragonite de Clair aparece, o Dragonite de Íris o estranha e os dois lutam, prejudicando os planos de Clair para encontrar o Druddigon de cor diferente do outro lado da ilha do porto. |                | |            |                 |
| 801 | BW138          | "Celebrando o Cometa Herói! Onvern Aparece! A Lenda do Cometa e o Herói!!" ""Onbān Tōjō! Suisei to Yūsha no Densetsu!!" (オンバーン登場！彗星と勇者の伝説!!)"                                              | 15/08/2013 | 28/03/2014      |
| O aparecimento do Cometa Conley aproxima, assim Ash, Íris, Cilan e Alexa demarcam as ruínas onde o lendário herói é nomeado após ter visto pela primeira vez. No entanto, eles devem lidar com vários Pokémons fantasmas e a Equipe Rocket, que estão novamente tentando capturar Pikachu. |                | |            |                 |
| 802 | BW139          | "Vai-vai Gogoat! Vai-vai Gogoat!" ""Gō Gō Gōgōto!" (ゴーゴーゴーゴート！)" | 22/08/2013 | 31/03/2014      |
| Em outra ilha, Ash, Íris, Cilan e Alexa conhecem um garoto chamado Tony que toca os chifres de Gogoat de Alexa, fazendo-o temporariamente ter um vínculo com ele. Eles ajudam Tony a encontrar o pai do outro lado da ilha. Ainda, Alexa conta como conheceu seu Gogoat. |                | |            |                 |
| 803 | BW140          | "Recruta Chocante da Equipe Rocket! Emonga se une a Equipe Rocket!" ""Emonga, Rokketo-dan ni Hairu!" (エモンガ、ロケット団に入る！)"                                                                       | 5/09/2013  | 1/04/2014       |
| Depois de ser repreendida por Íris por causa de um mal entendido do Galvantula, Emolga batalha contra a Equipe Rocket e eles decidem se Emolga gostaria de ter que dar uma lição nos treinadores e fugir das rigorosas brigas. No entanto, descobrem que era tudo um plano para Emolga irritar a Íris. A Equipe Rocket captura Pikachu e solta um Exploud em cima do Axew e Emolga, contudo as coisas não sairam exatamente conforme planejava a Equipe Rocket e tudo se normaliza. |                | |            |                 |
| 804 | BW141          | "A Sobrevivência do Ginásio de Striaton! Dento VS o Desafio de Gelo! A crise do Ginásio Sanyou !!" ""Dento Bui Esu Kōri no Chōsensha! San'yō Jimu no Kiki!!" (デントＶＳ氷の挑戦者！サンヨウジムの危機!!)" | 12/09/2013 | 2/04/2014       |
| Chilli e Cress encontram-se com Cilan na Ilha Paladin como ambos têm sido maltratados por uma desafiante do Ginásio Striaton chamada Morana, que usa exclusivamente Pokémon do tipo gelo Mamoswine e Glalie. Cabe ao Cilan e Pansage enfrentar Morana e seu Abomasnow para honrar o ginásio da cidade Striaton. |                | |            |                 |
| 805 | BW142          | "Tudo De Bom Até o Nosso Próximo Encontro! Melhores desejos! Até o dia de nós nos encontrarmos novamente!!" ""Besuto Uisshu! Mata Au Hi made!!" (エモンガ、ロケット団に入る！)"                            | 5/09/2013  | 3/04/2014       |
| O grupo finalmente chega às águas próximas de Kanto, assim como a Equipe Rocket, mais uma vez tenta fazer o seu melhor para tomar Pikachu de Ash. |                | |            |                 |
| 806 | BW143          | "O Sonho Continua! Meu sonho, Mestre Pokémon!!" ""Ore no Yume, Pokemon Masutā!!" (オレの夢、ポケモンマスター！！)"                                                                                         | 26/09/2013 | 4/04/2014       |
| Com Íris e Cilan terem vivenciado suas próprias aventuras em Kanto, Ash está inquieto e ainda deseja tornar Mestre Pokémon. Para o efeito, Alexa sugere que ele vá viajar com ela de volta para sua casa na Região Kalos assim como a Equipe Rocket planeja roubar o Pikachu. |                | |            |                 |
| 807 | BW144          | "Dento e Takeshi! O Ultraje de Gyarados!!" ""Dento to Takeshi! Gyaradosu no Gekirin!!" (デントとタケシ！ギャラドスのげきりん!!)"                                                                           | 3/10/2013  | Não foi exibido |
| Depois de despedir-se Ash e Íris, Cilan vai pescar em um lago de Johto. Apenas o Lança-Chamas do Gyarados machuca Pansage durante a batalha. Quando ele vai para o local do Centro Pokémon, ele se encontra com Brock, antigo companheiro de jornada de Ash. |                | |            |                 |
| 808 | BW145          | "Iris vs Ibuki! O caminho para se tornar uma Mestra de Dragões!" ""Airisu Bui Esu Ibuki! Doragon Masutā e no Michi!!" (アイリスVSイブキ！ドラゴンマスターへの道!!)"                                        | 27/03/2014 | Não foi exibido |
| Chegando na cidade Blackthorn para se encontrar com Clair mais uma vez para ter uma batalha, Íris ajuda um problemático Gible que veio parando na cidade por causa de um Skarmory. Assim Íris ajuda Gible a voltar na floresta de onde foi tirado e Clair se oferece para levá-lo para floresta. Chegando ao ginásio, Íris batalha contra o Druddigon de Clair usando seu Dragonite, que depois ele começa a agir por sua conta. Depois da batalha de ginásio, Íris captura o Gible que o ajudou. Em seguida, recomeça sua jornada e avista um Rayquaza onde muitas aventuras a aguarda. |                | |            |                 |

## Batalha de Ginásio
Pokémons usados por Íris

Dragonite

Pokémon usado por Clair

Druddigon

Vencedora: Clair

## Competições pokemon

### Copa Marinha
Pokémons usado por Íris

Axew

Pokémons usado por Baré

Vanillite

Vencedor: Baré

Pokémons usado por Ash

Pikachu

Pokémons usado por Treinador Desconhecido

Gurdurr

Vencedor: Ash

Segunda fase
Pokémons usado por Treinador Desconhecido

Amoonguss

Pokémons usado por Baré

Vanillite

Vencedor: Baré

Pokémons usado por Ash

Pikachu

Pokémons usado por Treinador Desconhecido

Eelektrik

Vencedor: Ash

Final
Pokémons usado por Ash

Pikachu

Pokémons usado por Baré

Galvantula

Vencedor: Ash

### Torneio Rei Quera-Concha
Pokémons usado por Ash

Oshawott

Pokémons usado por Cadbury

Dewott

Pokémons usado por Jessie e James

Meowth disfarçado

Vencedor: Ash

### Torneio de Sumô
Pokémons usado por Treinadora Desconhecida

Hariyama

Pokémons usado por Treinador Desconhecido

Vigoroth

Vencedora: Treinadora Desconhecida
Pokémons usado por Treinador Desconhecido

Aggron

Pokémons usado por Treinador Desconhecido

Machamp

Vencedor: Treinador Desconhecido
Pokémons usado por Íris

Dragonite

Pokémons usado por Morgan

Beartic

Vencedor: Morgan
Pokémons usado por Ash

Pigmite

Pokémons usado por Treinador Desconhecido

Watchog

Vencedor: Ash

Pokémons usado por Jessie e James

Meowth disfarçado

Pokémons usado por Rodney

Golurk

Vencedor: Rodney
Segunda fase
Pokémons usado por Treinadora Desconhecida

Hariyama

Pokémons usado por Cilan

Pansage

Vencedora: Treinadora Desconhecida
Pokémons usado por Ash

Pigmite

Pokémons usado por Treinador Desconhecido

Slaking

Vencedor: Ash
Pokémons usado por Treinadora Desconhecida

Hariyama

Pokémons usado por Rodney

Golurk

Vencedor: Rodney

Semifinal
Pokémons usado por Ash

Pigmite

Pokémons usado por Treinador Desconhecido

Hyperior

Vencedor: Ash
Final
Pokémons usado por Rodney

Golurk

Pokémons usado por Ash

Pigmite

Vencedor: Ash

## Aquisições
- Rotom: Professor Carvalho (B&W 129)
- Ducklett: Oficial Jenny (B&W 130)
- Octillery: Oficial Jenny (B&W 130)
- Azumarill: Oficial Jenny (B&W 130)
- Croconaw: Oficial Jenny (B&W 130)
- Gogoat: Alexa (B&W 135)
- Helioptile: Alexa (B&W 135)
- Dragonite: Clair (B&W 137)
- Druddigon: Clair (B&W 137)
- Noivern: Alexa (B&W 138)
- Gible: Íris (B&W 145)

## Evoluções
- Caterpie-> Metapod-> Butterfree: Caterpie nativo (B&W 130)

## Deixados
- Pignite: Ash (B&W 143)
- Charizard: Ash (B&W 143)
- Snivy: Ash (B&W 143)
- Scraggy: Ash (B&W 143)
- Oshawott: Ash (B&W 143)
- Woobat: Jessie (B&W 143)
- Yamask: James (B&W 143)
- Frillish: Jessie (B&W 143)
- Amoonguss: James (B&W 143)